# East Hyde
 (février 2025).
Si vous disposez d'ouvrages ou d'articles de référence ou si vous connaissez des sites web de qualité traitant du thème abordé ici, merci de compléter l'article en donnant les références utiles à sa vérifiabilité et en les liant à la section « Notes et références ».
East Hyde est un hameau anglais du Central Bedfordshire.
East Hyde se trouve à la frontière du Hertfordshire, mais fait partie de la grande paroisse de Hyde dans le Bedfordshire. 